# Wikipedia în esperanto
Wikipedia în esperanto (esperanto: Vikipedio en Esperanto [vikipeˈdi.o en espeˈranto] sau Esperanta Vikipedio [espeˈranta vikipeˈdi.o]) este versiunea în limba esperanto a Wikipediei. A fost lansată în decembrie 2001 . Cu aproximativ 368.000 de articole în septembrie 2014, este pe locul 33 în topul Wikipediilor după numărul de articole  și cea mai mare ediție Wikipedia într-o limbă construită.

## Galerie

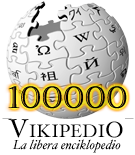
Logoul comemorativ: 100 000 de articole
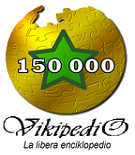
Logoul comemorativ: 150 000 de articole (toamna 2011)
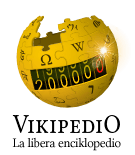
Logoul comemorativ: 200 000 de articole (august 2014)